# Zone de protection paysagère du Szigetköz
La Zone de protection paysagère du Szigetköz (hongrois : Szigetközi Tájvédelmi Körzet, prononcé [ˈsigɛtkøzi ˈtaːjveːdɛlmi ˈkøɾzɛt]) est une aire protégée située dans le comitat de Győr-Moson-Sopron, à l'est de Mosonmagyaróvár dans la région de Szigetköz à la frontière entre la Hongrie et la Slovaquie, et dont le périmètre est géré par le Parc national de Fertő-Hanság.
Le site est déclaré zone importante pour la conservation des oiseaux depuis 2004.